# Spillkråka
Spillkråka (Dryocopus martius) är en stor, nästan helsvart fågel inom familjen hackspettar. Det är den enda representanten för släktet Dryocopus i Europa. Den häckar framförallt i grov- och högstammig skog.

## Kännetecken

### Utseende
Spillkråkan är den största av Europas hackspettar med en längd av 40–57 cm och ett vingspann på 67–73 cm. Vikten är 300 gram. Dräkten är nästan helt och hållet svart. Den adulta hanen har röd panna och hjässa, medan honan ända från juvenil dräkt endast är röd i nacken. Ögonen är ljusa och halsen relativt lång. Näbben är kraftig och benvit.

### Läte
Spillkråkan har ett antal mycket ljudliga läten Trumningen, som förekommer på våren, är kraftfull och rullande i en mörk ton och kan höras upp till 4 kilometers håll. Trumningen har en frekvens av upp till 17 slag per sekund, vilket är en relativt långsam hackspettrumning. Hanens trumningar kan vara upp till 3-4 sekunder, medan honans är betydligt kortare. Även sången hörs om våren och utgörs av ett starkt, genomträngande och gällt klyi-klyi-klyi-klyi-klyi-klyi-klyi-klyi-klyi-klyi eller kly-kly-kly-kly-kly-kly i snabb följd, påminnande om gröngölingens läte, men är längre, mer nasalt och klangfullt och ligger helt igenom på samma tonhöjd, medan Gejl (2012) menar att jämfört med gröngölingens läte är spillkråkans djupare, snabbare och har dubbla toner. Flyktlätet är ett skrikigt och ihärdigt kryck-kryck-kryck…, krri-krri-krri eller prry-prry-prry-prry med rullande r. Efter en landning utstöter den ofta ett ljudligt, visslande och utdraget lockläte: kly-ääää, plyyy, kly-äh eller kliiyy med betoning på andra stavelsen. Från paret hörs på våren ett kajliknande kjau-kjau-kjau.

## Utbredning

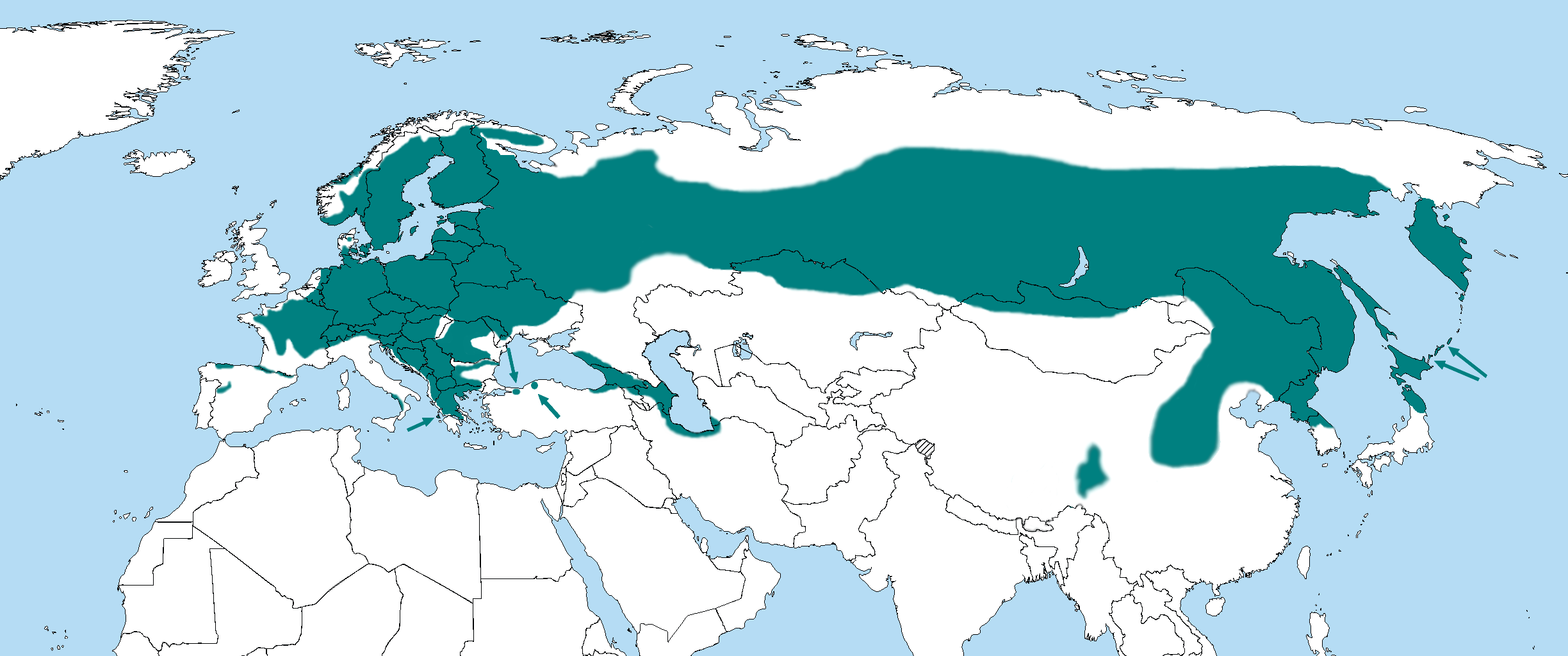
Spillkråkans utbredningsområde.

Arten förekommer i Palearktis och är huvudsakligen stannfågel, men vissa år förekommer flyttningsrörelser. Då är det mest de gamla hanarna som stannar kvar medan ungfåglarna drar söderut. Den förekommer från nordvästra Spanien i väster till Kamtjatka och Kurillerna i öster.
Spillkråkan delas upp i två underarter:
- vanlig spillkråka[12] Dryocopus martius martius - förekommer i Eurasien
- Dryocopus martius khamensis - förekommer i Tibet och sydvästra Kina.

### Förekomst i Sverige
Spillkråkan förekommer sparsamt, lokalt tämligen allmänt, i hela Sverige, utom i fjälltrakterna.

## Ekologi

### Beteende

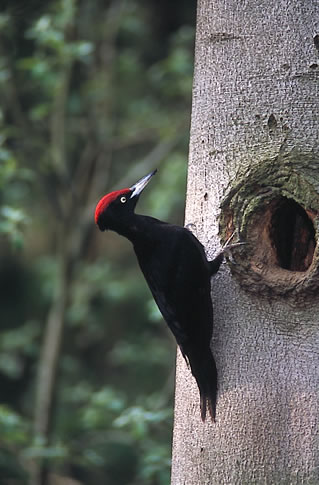

Flykten går inte som hos andra hackspettar i bågar utan är rak. Flykten förefaller ostadig med flaxande vingar. Vingslagen är ganska långsamma.

### Biotop och häckning
Spillkråkan kan häcka i såväl barr-, bland- som lövskog,
men är vanligast i blandskogar. Den föredrar högstammig, talldominerad gammelskog i bergig terräng, men kan ibland häcka i ren lövskog. Spillkråkan har under senare tid även börjat häcka i närheten av bebyggelse. Revirets storlek är beroende av tillgången på föda och kan därför variera mellan 100—1 000 hektar.
Som boträd väljer den oftast ett relativt fristående träd av asp eller tall. Eftersom bohålet gör trädet skörare händer det att starka vindar förvandlar boträdet till högstubbe.
Bobygget påbörjas inte sällan på hösten, pågår sedan i etapper och slutförs på våren. Det kan också genomföras under en koncentrerad period på cirka en månad. Boet hackas ut cirka tio meter över marken och kan vara sex till tio decimeter djupt. Ingångshålet är oval- eller päronformat med den största bredden, 10–11 cm, nedtill och med en höjd av 10–15 cm. Som regel hackar den ut ett nytt bohål inför varje häckningssäsong, men ibland kan den använda samma bohål under två säsonger. Ett flitigt utnyttjat boträd kan hysa upp till 5-6 bokammare om det är en asp, medan en tall oftast inte har fler än två hål. Gamla spillkråkebon övertas gärna av andra fåglar som pärluggla, skogsduva, knipa och storskrake.
I Sverige sker normalt äggläggningen i slutet av april eller första halvan av maj. Äggen, 3-6 stycken, läggs direkt på den finputsade bottnen. De är rent vita och har en mycket stark glans. Formen är bukigt oval med en tydlig spets. Under de 12-14 dygn ruvningen varar ligger honan hårt på äggen och flyger inte ut förrän till exempel en ringmärkare klättrat en bit upp på stammen. Ungarna matas av båda föräldrarna genom uppstötning av föda föräldrarna insamlat. Under den första veckan värms ungarna nästan ständigt, men skulle de lämnas ensamma i boet packar de ihop sig som en ”värmepyramid”, de sitter på sina fötter och lutar sig mot varandra. Formationen hjälper också ungarna att hålla upp sina tunga huvuden till dess föräldrarna kommer med mat. 
Ungarna håller sig i boet tills de efter 27 dygn kan flyga, men tyr sig till föräldrarna ytterligare en tid då de bland annat kan ses förse sig med föda från myrstackar.

### Föda

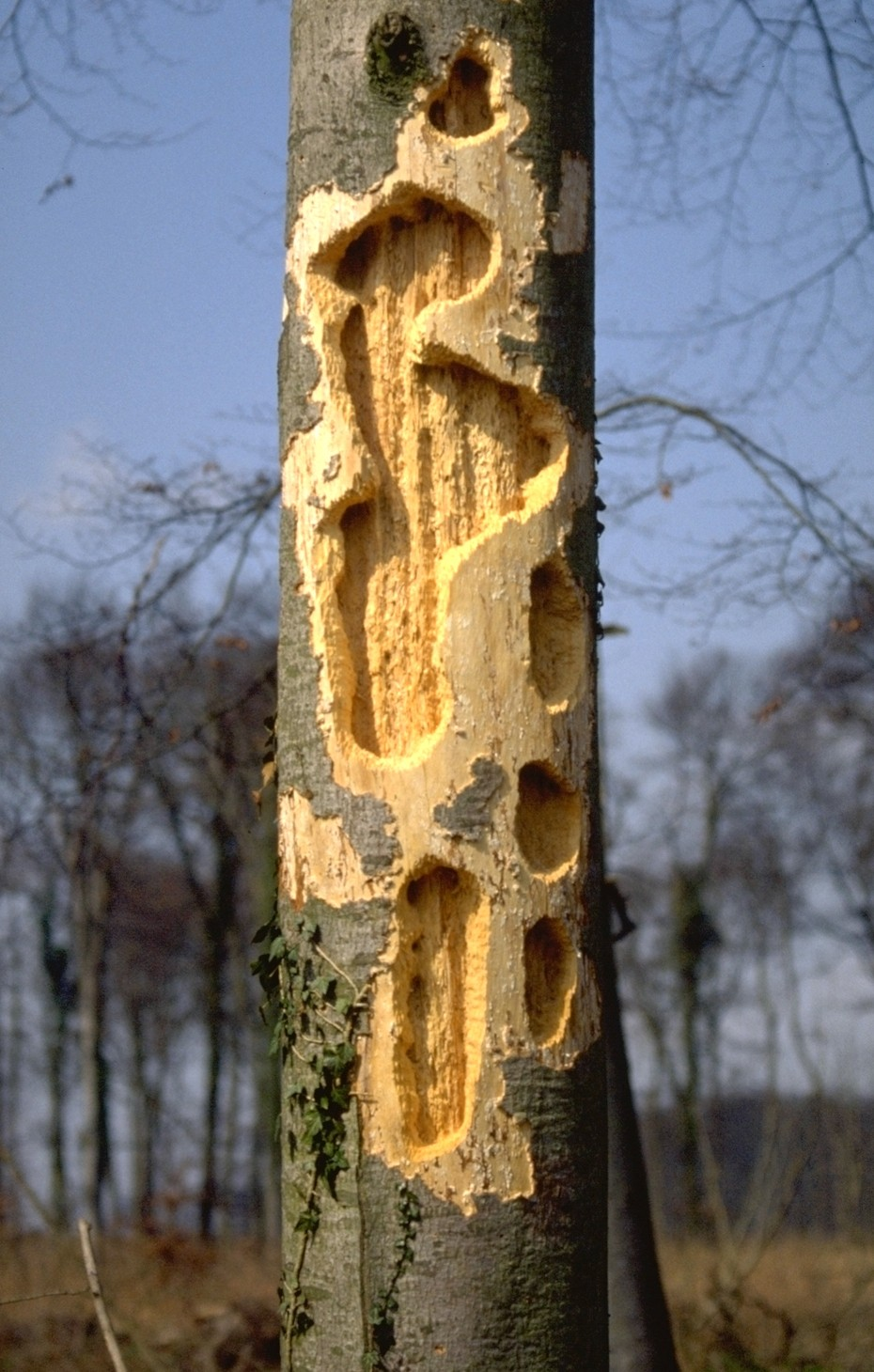
Hål hackade av spillkråka.

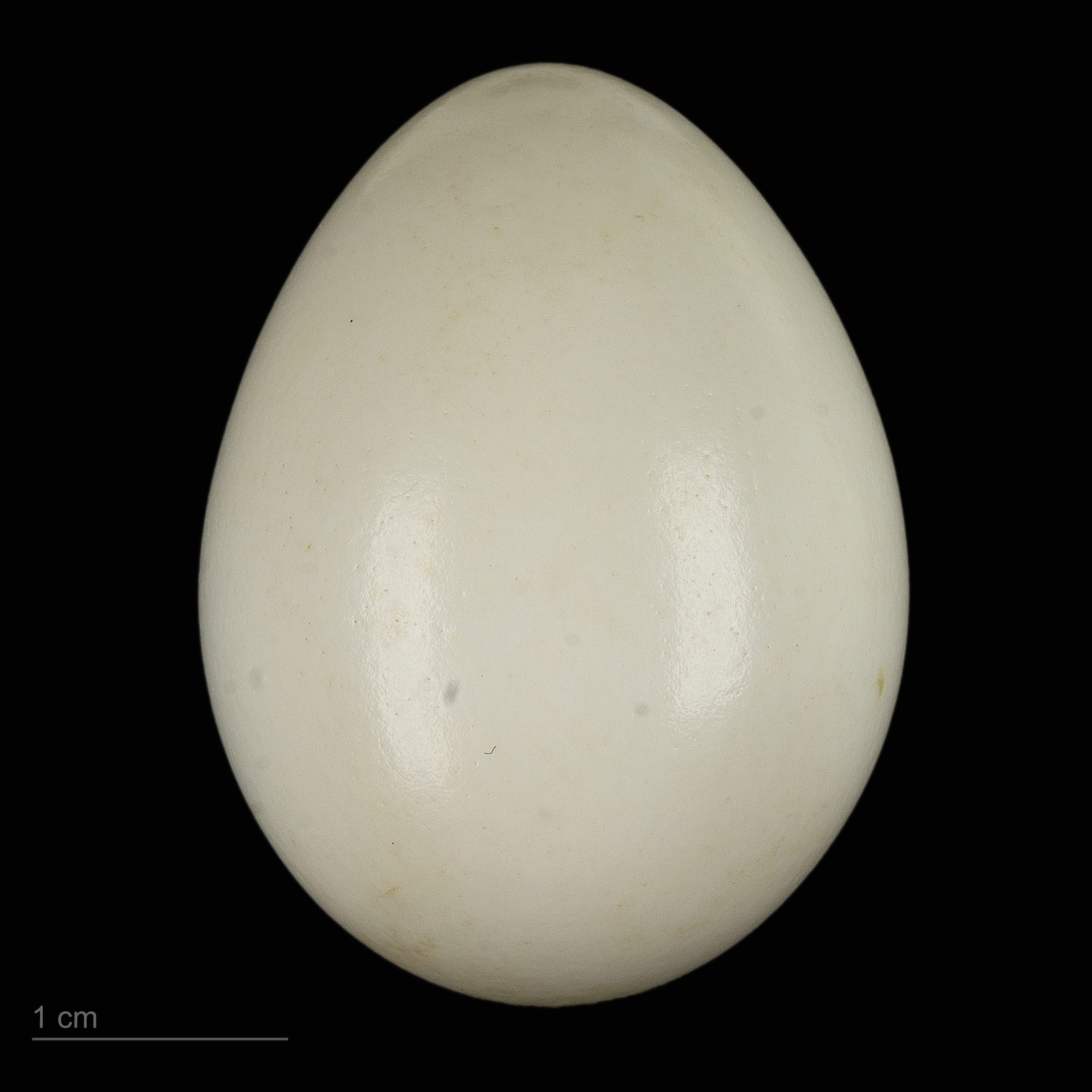
Dryocopus martius pinetorum

Födan består mest av myror, i synnerhet hästmyror som den hackar fram ur angripna träd, stubbar eller liggande stammar. Den äter insekter i såväl larv-, pupp- som imagostadiet. Den födohackar ofta rätt djupt och efterlämnar därför djupa håligheter i veden. Även vedlevande skalbaggar ingår i födan. På sensommaren kan den även äta körsbär och blåbär.

## Status och hot
Spillkråkan har ett stort utbredningsområde, men tros minska i antal, dock inte tillräckligt kraftigt för att den ska betraktas som hotad. Internationella naturvårdsunionen IUCN listar arten som livskraftig (LC). Världspopulationen uppskattas mycket preliminärt till mellan drygt 3,5 och knappt 6,5 miljoner vuxna individer. Arten är listad i Annex 1 i EU:s Fågeldirektiv.

### Hot och status i Sverige
Enligt vissa bedömningar ser arten ut att ha minskat sedan 1940- och 1950-talen, antagligen beroende på det moderna skogsbruket. Beståndet uppskattades 2012 till 29 000, men osäkerheten är relativt stor. Enligt Svensk fågeltaxering var spillkråkans bestånd stabilt från 1970-talet till slutet av 1990-talet, men fram till 2014 har spillkråkan minskat med 20–30 %. Spillkråkan är fridlyst i Sverige och kategoriseras som nära hotad (NT). Tillbakagången förklaras av minskad tillgång på föda och lämpliga bo- och födosträd.

### Namn
Spillkråkans trivialnamn består av "spill", som kommer av "spjälka" och som här refererar till spillkråkan ivriga hackande, och "kråka" som refererar till den svarta fjäderdräkten. Namnet är känt från 1700-talet. I viss äldre litteratur benämns den spilkråka med bara ett "L". Det vetenskapliga släktnamnet Dryocopus betyder ungefär ”Den som träget arbetar med träd”. Ursprungligen gav Linné spillkråkan det vetenskapliga namnet Picus martius vilket ungefär betyder "Mars hackspett". Detta begrepp hämtade Linné från romersk mytologi. Krigsguden Mars hade nämligen hackspetten som ett av sina mest heliga djur och denna hackspett benämndes picus Martius. Exempelvis skriver Plinius att näbben hos picus Martius innehöll guds styrka att avvärja olycka, och bars som amulett för att förhindra getingstick och bett av igel. Plinius verkar ha syftat på en specifik art när han omtalar picus Martius men vilken art är omdiskuterat, den kan exempelvis gälla gröngölingen men även spillkråkan.

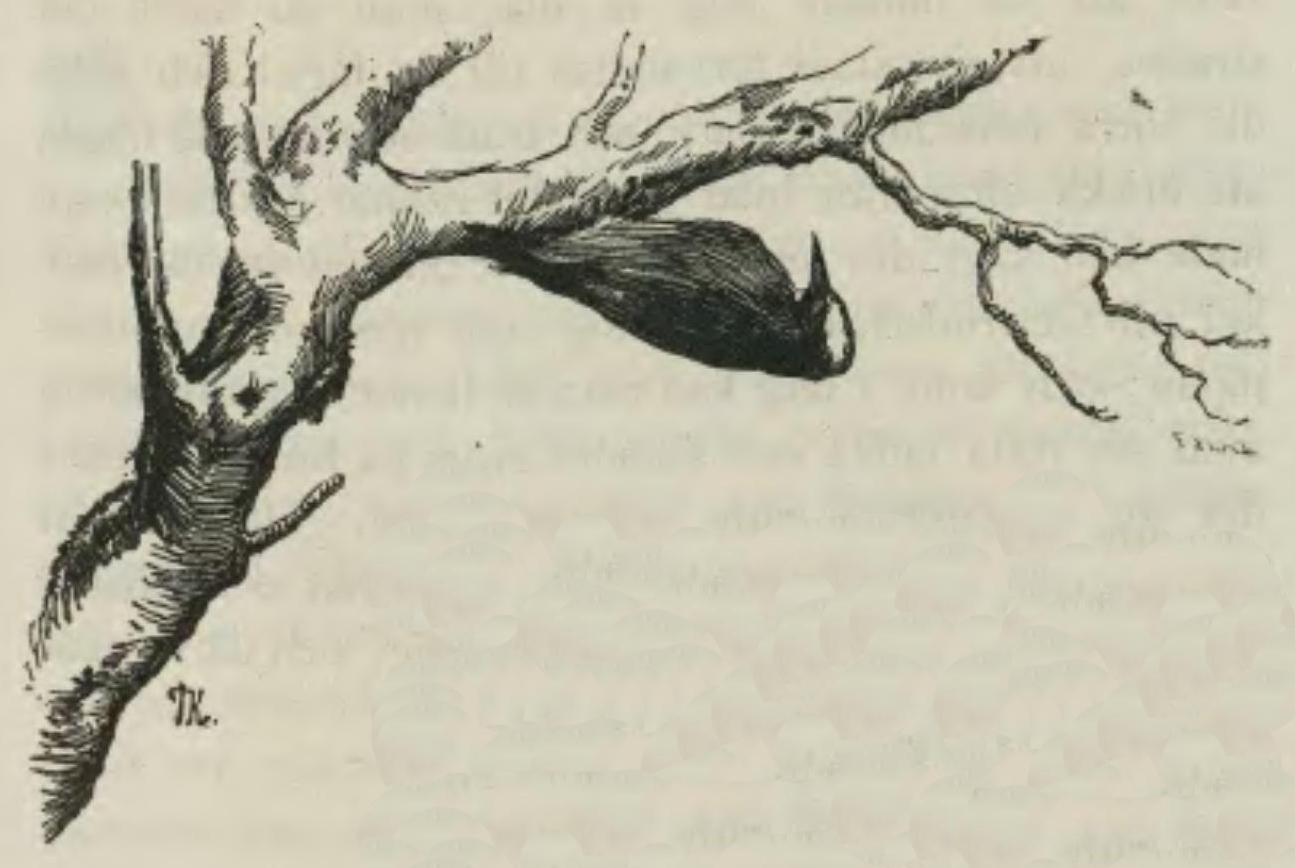
Illustration av spillkråka ur boken Folksagor af P. Chr Asbjörnsen och J. Moe från 1884.

Dialektala namn är bland andra "furuknarr" och "tillkråka" i Dalarna "tilkråka" i Närke och Östergötland, "tillkråkå" i Svenska Österbotten, "Gertrudsfågel" i Småland och Värmland, "stormkråka" i Lappland, "regnkricka" i Norrbotten, "spelkråka" i Medelpad. Andra dialektala och folkliga namn är "tyrkråka", "hålkråka", "svartspett" och "tallhacka".

### Folktro
Hackspettar och spillkråkan har i folktron varit kopplad till fruktsamhet. I romersk mytologi blev jordbruks- och skogsgudomligheten Picus, son till Saturnus och fader till Faunus, av häxan Circe förvandlad till hackspett som kallades picus Martius - det vill säga guden Mars hackspett. Vilken art det faktiskt rör sig om är dock omdiskuterat, vissa auktoriteter menar att det är gröngölingen och andra spillkråka. (se vidare under Namn)
En norsk sägen, som bland annat återberättas i en bok av Peter Christen Asbjørnsen och Jörgen Moe från 1884, berättar att Gud träffade en torparhustru som hette Gertrud och som bar en röd hätta. Herren bad om bröd men förvägrades detta av Gertrud. Till straff förvandlades hon då till fågel, som måste söka sin föda mellan barken och trädet och endast dricka vid regnväder. Hon flög ut genom skorstenen, och endast hennes hjässa förblev röd. Om detta är orsak till det dialektala namnet "Gertrudsfågel", eller om sägnen skapats utifrån namnet är oklart. Men även namnet Gertrud är kopplat till fruktsamhet då helgonet Gertrud var växtlighets- och skördegudinna. Även gröngölingen har kallats Gertrudsfogel i Norge.
Spillkråkan ansågs kunna föra otur med sig om man på något sätt skadade den och den kunde hämnas genom att exempelvis döda boskap. Johannes Gaslander skriver från 1700-talets Småland att: "Giertrud-fogeln må ingen skjuta, ty det förer olycka med sig". Spillkråkan har också ofta ansetts kunna förutspå väder och dess lockläte sades varna för regn.